# 絶縁油
絶縁油（ぜつえんゆ）は、液状の絶縁体材料のひとつ。日本工業規格 (JIS C 2320) では電気絶縁油として詳細に規格化されている。
絶縁油は多くの電力機器の絶縁材料として用いられ、次のような特性を備えていることが求められる。
1. 絶縁耐力が大きいこと。
2. 粘度が低いこと。
3. 引火点が高いこと。
4. 凝固点が低いこと。
5. 機器を侵食しないこと。
6. 電気的、化学的に安定していること。

かつて上記要件をよく満たすPCB（ポリ塩化ビフェニル）が用いられたが、発がん性等の有毒性が指摘され近年は使用されることはない。

## 絶縁油の規格
JIS C 2320 において、絶縁油はその主成分によって大きく7種類に分類されていた。新しいJIS規格では国際電気標準会議 (IEC) 規格が取り入れられており、これまでの7種類の分類を種類A、追加されたIEC規格を種類Bとしている。

### 種類A
| 1種 | 鉱油を主成分とする絶縁油。油入コンデンサや油入ケーブルで用いられる1号、油入変圧器や油遮断器で用いられる2号、3号（寒冷地除く）、大容量高圧変圧器で用いられる4号がある。         |
| 2種 | アルキルベンゼンを主成分とする絶縁油。油入コンデンサや油入ケーブルで用いられる。分枝鎖形の1号（低粘度）、2号（高粘度）、直鎖形の3号（低粘度）、4号（高粘度）がある。           |
| 3種 | ポリブテンを主成分とする絶縁油。油入コンデンサや油入ケーブルで用いられる。低粘度の1号、中粘度の2号、高粘度の3号がある。                                                        |
| 4種 | アルキルナフタレンを主成分とする絶縁油。油入コンデンサで用いられる。低粘度の1号、高粘度の2号がある。                                                                           |
| 5種 | アルキルジフェニルアルカンを主成分とする絶縁油。油入コンデンサで用いられる。低粘度の1号、高粘度の2号がある。                                                                   |
| 6種 | シリコーン油を主成分とする絶縁油。油入変圧器で用いられる。 |
| 7種 | 1種絶縁油と2種絶縁油の混合絶縁油。油入コンデンサや油入ケーブルで用いられる1号、油入変圧器や油遮断器で用いられる2号、3号（寒冷地除く）、大容量高圧変圧器で用いられる4号がある。 |

### 種類B
| 1種 IEC | 鉱油を主成分とする絶縁油。油入ケーブルで用いられる1種 IEC 1号（クラス I、クラス II、クラス III、IEC60465:1988 に対応）、油入変圧器や油遮断器で用いられる1種 IEC 2号（クラス I、クラス II、クラス III、IEC60296:1982 に対応）、鉱油に酸化防止剤を添加した1種 IEC 2A号（クラス I A、クラス II A、クラス III A、IEC60296:1982 に対応）がある。 |
| 2種 IEC | アルキルベンゼンを主成分とする絶縁油。油入コンデンサや油入ケーブルで用いられる。クラス I、クラス II、クラス III がある。IEC60867:1993 に対応する。 |
| 3種 IEC | ポリブテンを主成分とする絶縁油。油入コンデンサや油入ケーブルで用いられる。低粘度のクラス I、高粘度のクラス II（タイプ I、タイプ II）がある。IEC60963:1988 に対応する。 |
| 4種 IEC | アルキルナフタレンを主成分とする絶縁油。油入コンデンサで用いられる。IEC60867:1993 に対応する。 |
| 5種 IEC | 油入コンデンサで用いられる絶縁油。メチルポリアリルメタンを主成分とする5種 IEC 1号、アルキルジフェニルエタンを主成分とする5種 IEC 2号がある。IEC60867:1993 に対応する。 |
| 6種 IEC | シリコーン油を主成分とする絶縁油。油入変圧器で用いられる。IEC60836:1988 に対応する。 |

## 絶縁破壊
絶縁油中に不純物が混じっていた場合著しく絶縁能力が低下する。また、気泡が発生した場合も低下する。